# Бусоленго
Бусолѐнго (на италиански: Bussolengo; на венециански: Busołengo, Бусоленго) е град и община в Северна Италия, провинция Верона, регион Венето. Разположен е на 127 m надморска височина. Населението на общината е 19 932 души (към 2015 г.).